# Gisela Engelhardt
Gisela Engelhardt (* im Oktober 1936) ist eine deutsche Theaterschauspielerin, Hörspielsprecherin und Autorin.

## Leben
Engelhardt spielte bis in die siebziger Jahre hinein Theater. So war sie mit dem Stück Abaolard und Heloise von Ronald Milar unter der Regie von Karl Paryla sowohl in Deutschland als auch in den Niederlanden und der Schweiz unterwegs.
Einen Namen machte sich Gisela Engelhardt durch ihre Mitarbeit als Sprecherin in verschiedenen Hörspielproduktionen. Unter anderem wirkte sie in Folgen der Hanni und Nanni-Reihe nach Enid Blyton des Plattenlabels Europa mit und in mehreren Kasperhörspielen mit Gerd von Haßler, erschienen bei Metronome-Records in Hamburg. Durch die Zusammenarbeit mit von Haßler angeregt, verfasste Engelhardt auch eigene Kinderhörspiele wie Des Teufels Irrgarten, Räuber Wurtzenbutz nascht gern eingemachte Pflaumen und Wie Kaspers Großmutter für eine Nacht Prinzessin wurde. 
In späteren Jahren verfasste Engelhardt auch Lyrik und Gedichte, die allerdings nur in Kleinstauflagen erschienen sind.
Gisela Engelhardt hat sich heute von der Schauspielerei verabschiedet und lebt in Norddeutschland.